# Walentin Grigorjewitsch Kusmin
Walentin Grigorjewitsch Kusmin (russisch Валентин Григорьевич Кузьмин, wiss. Transliteration Valentin Grigor'evič Kuz'min; geb. 30. August 1925 in Kiew, Ukrainische SSR; gest. 29. August 2011 in Naltschik) war ein sowjetisch-russischer Schriftsteller, Publizist, Übersetzer und eine Persönlichkeit des öffentlichen Lebens. 

## Leben und Werk
Kusmin wurde 1925 in Kiew geboren. Er verbrachte seine Kindheit und Jugend in Sewastopol. Er nahm von 1943 bis zur Einnahme Berlins am Großen Vaterländischen Krieg teil und machte im Jahr 1948 seinen Abschluss am Pädagogischen Institut von Kabardino-Balkarien. Er lebte in Naltschik. 
Seine Werke spiegeln die Geschichte, die Kultur, das Alltagsleben, die Psychologie, die Sitten und Gebräuche der Völker Kabardino-Balkariens wider. Seine aufschlussreichen Tagebucheinträge sind in dem Buch Exlibris gesammelt. Er ist Autor von Essays, Film-, Theater- und Buchkritiken sowie von Übersetzungen der Werke kabardischer und balkarischer Schriftsteller ins Russische, darunter A. Schomachow, Ad. Schogenzukow, A. Nalojew, E. Gurtujew und andere.
Er war Herausgeber des Verlags „Elbrus“ (Эльбрус). Er war Mitglied des Schriftstellerverbandes der UdSSR (1964) und des Journalistenverbandes der UdSSR (1962).
Sein Buch Der Schatz der Narten: Von kabardinischen und balkarischen Legenden über die Helden-Narten (Sokrowischtsche nartow: Is kabardinskich i balkarskich skasani o bogatyrjach-nartach / Сокровище нартов: Из кабардинских и балкарских сказаний о богатырях-нартах) fand Aufnahme in der russischen Leseempfehlungsliste „100 Bücher für Schüler“.
Er erhielt verschiedene Ehrungen und Auszeichnungen, sowohl im Krieg als auch als Kulturschaffender.